# Долина Ред-Ривер
Долина Ред-Ривер (англ. Red River Valley) — географический регион Центральной Северной Америки, водосборный бассейн Ред-Ривер. Административно поделён между Канадой и США. Стал границей между штатами Миннесота и Северная Дакота после включения этих территорий в состав США. Долина имеет важное сельскохозяйственное значение для экономики этих штатов и канадской провинции Манитоба.
Крупные населённые пункты — Морхед, Фарго и Гранд-Форкс в Северной Дакоте, Виннипег в Манитобе. Они развились в конце XIX века, когда в регион увеличился приток европейцев. Поселенцев привлекали наличие крупных железных дорог, дешёвой земли и устранение претензий со стороны коренного населения. В долине образовались крупные сельскохозяйственные структуры, известные как bonanza farms, специализирующиеся на выращивании зерновых культур.
Более 10000 лет назад на территории долины располагалось озеро Агассис. В долине с давнего времени жили люди, в частности, народ оджибве. Река Ред-Ривер протекает через долину на север к озеру Виннипег. Географические и сезонные условия способствуют разрушительным наводнениям, которые фиксируются с середины XX века.

## Раннее европейское поселение
Французские торговцы мехами контактировали с коренным индейским населением во всём районе Великих озёр. Они часто жили с племенами и даже брали в жёны местных женщин. К середине XVII века метисы, потомки французов и кри, а также других коренных народов, поселились в Долине Ред-Ривер. Метисы образовали собственный этнос и создали уникальную культуру, продолжая пушной промысел и торговлю мехом, а также начав ведение сельского хозяйства в этой местности.
Англичане захватили французскую территорию к востоку от Миссисипи после победы в Семилетней войне. В начале XIX века прибыльная торговля мехом привлекали неизменный интерес, и Лорд Селкирк основал в 1811 году колонию Ред-Ривер. Перед этим, в 1803 году, Соединенные Штаты приобрели бывшие французские территории к западу от реки Миссисипи в результате сделки с Францией. Частично под их контроль перешли некоторые участки Долины Ред-Ривер.

## Географическое значение для США

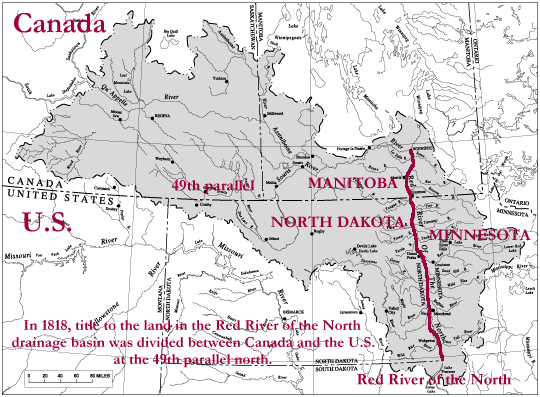
Водосборный бассейн Ред-Ривер

Правительство США под термин «Долина Ред-Ривер» понимает области на северо-западе Миннесоты и северо-востоке Северной Дакоты, которой были приобретены по англо-американской конвенции 1818 года, установившей северную границу США и Канады.
Эти земли оказались в США согласно второй статье договора, признавшего 49-ю параллель в качестве официальной границы между США и Канадой в Скалистых горах. В 1846 году граница был продлена до Тихого океана по Орегонскому договору. Территория, приобретенная по договору, имела площадь 11 762 950 га и составляла 1,3 % от общей площади США. Её центром была Ред-Ривер, ранее она находились под контролем Великобритании.
Часть территории, полученной в результате Луизианской покупки, к западу от Долины Ред-Ривер, оказалась севернее 49-й параллели. США передали её Великобритании в обмен на Долину Ред-Ривер. Эта земля стала одной из немногих североамериканских территорий, отошедших от США к иностранной державе.

## Склонность к наводнениям

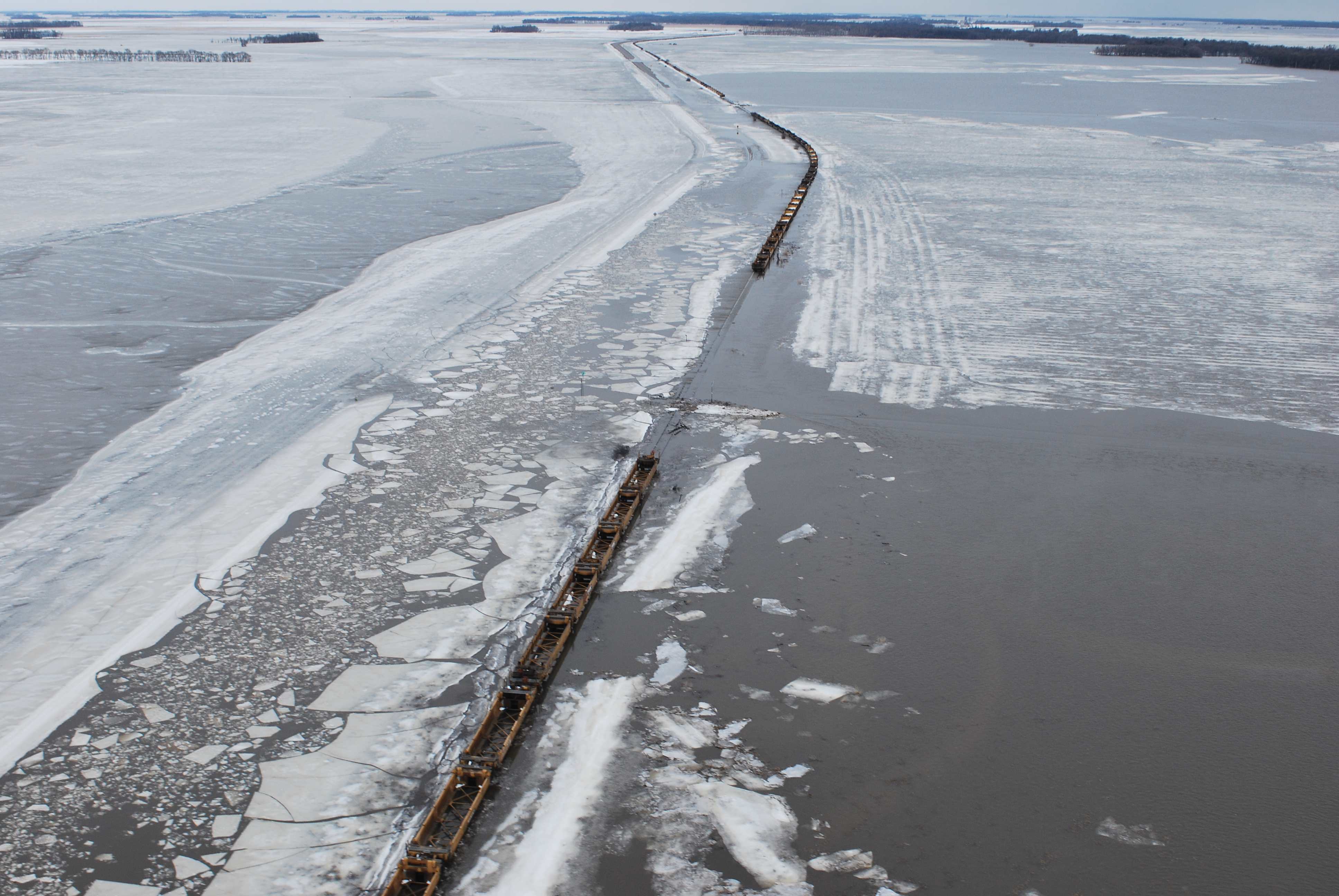
Поезд на затопленных путях в Северной Дакоте во время наводнения весной 2009 года

Четыре фактора, связанные с физико-географическим положением, делают Долину Ред-Ривер подверженной затоплению:
Совпадение течения с ходом весеннего таяния снегов. Ред-Ривер течет на север. Весеннее таяние снегов также распространяется с юга на север. В результате, стоки с южной части долины постепенно присоединяется к талой воде из северных районов вдоль Красной реки. При совпадении этих событий, в северной части долины происходят сильные наводнения.
Ледяные заторы. Также из-за направления течения льдины, образовавшиеся на юге, попадает в северную часть реки, где к нему добавляются свежеобразовавшиеся льдины центрального и северного течения. Такая концентрация льда препятствует току воды.
Равнина ледникового озера. Дно ледникового озера Агассис — один из самых плоских в мире. Ред-Ривер прорезала в нём неглубокое, извилистое ложе. В результате, когда река выходит из берегов, вода заполняет огромное пространство.
Уменьшение уклона реки в нижнем течении. Средний уклон Ред-Ривер составляет 7,9 см на 1 км. На участке Дрейтон — Пембина уклон составляет всего 2,4 см на 1 км. В результате вода скапливается этом районе во время паводка.